# Bald Island, Western Australia
Bald Island är en ö i Australien. Den ligger i delstaten Western Australia, omkring 410 kilometer sydost om delstatshuvudstaden Perth. Arean är 8,6 kvadratkilometer. Den sträcker sig 3,9 kilometer i nord-sydlig riktning, och 4,6 kilometer i öst-västlig riktning.
Genomsnittlig årsnederbörd är 724 millimeter. Den regnigaste månaden är maj, med i genomsnitt 100 mm nederbörd, och den torraste är februari, med 13 mm nederbörd.